# Excitebike
Excitebike (エキサイトバイク, Ekisaitobaiku) est un jeu vidéo de course de moto développé et édité par Nintendo. Il est sorti en 1984 au Japon sur Famicom, en 1985 en Amérique du Nord sur Nintendo Entertainment System et en 1986 en Europe sur la même console.

## Système de jeu
Excitebike est un jeu de course à défilement horizontal dans lequel le joueur fait des courses de motocross. Le jeu propose trois modes de jeu différents. Le mode intitulé Selection A consiste à compléter un circuit sans concurrent et le mode intitulé Selection B consiste à effectuer une course contre des concurrents contrôlés par le jeu. L'objectif du jeu est de terminer au minimum en troisième position dans une course préliminaire afin de se qualifier pour participer aux courses du championnat. 
Le bouton A de la manette de jeu permet de faire accélérer la moto et le bouton B active un turbo qui augmente la vitesse du véhicule. Toutefois, le véhicule peut surchauffer si le turbo est utilisé pendant trop longtemps, auquel cas la moto s'immobilise pendant un instant afin de refroidir son moteur. La température du moteur peut être refroidie en roulant sur des flèches qui se trouvent à certains endroits sur le circuit. À l'aide de la croix directionnelle de la manette, le joueur peut changer de voie et ajuster la position du coureur — penché vers l'avant ou vers l'arrière — une fois dans les airs après avoir fait un saut. Le joueur maintient sa vitesse lorsque la moto atterrit sur ses deux roues, alors qu'il peut perdre de la vitesse ou s'écraser s'il atterri sur une seule roue.
Enfin, le mode Design permet au joueur de créer son propre circuit en plaçant divers obstacles aux endroits où il le souhaite. Le joueur peut choisir des obstacles prédéfinis dans une liste comportant 19 obstacles différents.

## Commercialisation
Le jeu sort sur Famicom le 30 novembre 1984 au Japon et sur NES en octobre 1985 en Amérique du Nord. Le jeu est également sorti en borne d'arcade dans une version améliorée, Vs. Excitebike, contenant un mode deux joueurs en alternance. Cette version a été éditée le 9 décembre 1988 sur Famicom Disk System, qui comprenait aussi une musique différente. Le format de disquette réinscriptible permet au joueur de créer, modifier et sauvegarder ses propres pistes de courses.
Excitebike est ressorti dans la gamme NES Classics sur Game Boy Advance en 2004. Il est possible de débloquer le jeu et d'y jouer dans Excitebike 64. Grâce à 5e-cartes (e-cards) il est possible d'y jouer avec le Nintendo e-Reader. Il est également possible de l'obtenir dans le jeu Animal Crossing sur GameCube.
Le jeu devient disponible en téléchargement sur Wii sur la console virtuelle à partir du 19 mars 2007 en Amérique du Nord et du 16 février 2007 en Europe,.

## Postérité
Excitebike est le premier volet de la série Excite. Il est suivi par Excitebike 64 sur Nintendo 64, Excite Truck et Excitebots: Trick Racing sur Wii et Excitebike: World Rally sur Wii via la plate-forme WiiWare.
Une version spécialement conçue pour la Nintendo 3DS est disponible depuis l’ouverture du Nintendo eShop : 3D Classics: Excitebike. À l’occasion de l’E3 2011, et offerte gratuitement durant un court laps de temps, cette réédition téléchargeable supporte la 3D, le pad analogique et permet de créer ses propres pistes de courses.